# Violet Barasa
Violet Awindi Barasa (née le 21 juillet 1975 à Sikhendu dans le comté de Bungoma et morte le 12 février 2007 à Webuye) est une joueuse kényane de volley-ball évoluant au poste de réceptionneuse-attaquante. Elle est membre de l'équipe du Kenya féminine de volley-ball.
Elle a disputé trois Championnats du monde, deux tournois olympiques et plusieurs compétitions continentales, remportant six Championnats d'Afrique en tant que capitaine de la sélection kényane. Elle est la porte-drapeau de la délégation kényane aux Jeux olympiques d'été de 2004.
En club, elle évolue au club de volley-ball de la Kenya Commercial Bank au Kenya. Elle a aussi joué à l'étranger à Hitachi Sawa au Japon, à Al-Ahly en Égypte, en Roumanie, à Panellinios en Grèce et à la Dicle Üniversitesi en Turquie. 